# Charles Poswick
Charles Marie Jean Joseph Elvire Ghislain Baron Poswick (* 6. Oktober 1924 Limburg, Belgien; † 28. Juli 1994 in Zolder) war ein belgischer Politiker.

## Biografie
Poswick, der einer jener Familien entstammte, die im ehemaligen Herzogtum Limburg führende Positionen innehatte, studierte nach dem Schulbesuch Rechtswissenschaften und promovierte zum Doktor der Rechtswissenschaften. Darüber hinaus absolvierte er ein Studium der Handelswissenschaften sowie der Finanzwissenschaften. Im Anschluss war er als Börsenmakler tätig.
Seine politische Laufbahn begann er 1965 als Kandidat der Parti de la Liberté et du Progrès (PLP) mit der erstmaligen Wahl zum Mitglied der Abgeordnetenkammer. In dieser vertrat er bis 1991 die Interessen des Wahlkreises Namür.
Bereits im folgenden Jahr wurde er von Premierminister Paul Vanden Boeynants am 19. März 1966 zum Verteidigungsminister in dessen Regierung berufen und gehörte dieser bis zum Ende von dessen Amtszeit am 17. Juni 1968 an.
Das Amt des Verteidigungsministers bekleidete er erneut 1980 für kurze Zeit im Kabinett von Premierminister Wilfried Martens.
Später war er zunächst von 1984 bis 1985 Präsident des Parlaments der Französischen Gemeinschaft Belgiens und anschließend zwischen 1985 und 1988 Präsident des Parlaments der Wallonischen Region.